# L'Enquêteur
 (novembre 2011).
Si vous disposez d'ouvrages ou d'articles de référence ou si vous connaissez des sites web de qualité traitant du thème abordé ici, merci de compléter l'article en donnant les références utiles à sa vérifiabilité et en les liant à la section « Notes et références ».
L'Enquêteur (Der Fahnder en version originale, littéralement L'Enquêteur) est une série télévisée policière allemande en 201 épisodes de 50 minutes créée par Dominik Graf, produite par Bavaria Film et Colonia Media, et diffusée entre le 14 septembre 1984 et le 29 août 2005 sur ARD.
En France, elle a été diffusée à partir du 13 juillet 1989 sur La Cinq, puis France 2 et rediffusée sur TMC, 13e Rue et RTL9.

## Fiche technique
- Réalisateurs : Jürgen Bretzinger, Hajo Gies (pour les principaux)
- Scénario : Ingmar Gregorzewski, Werner Masten, (pour les principaux)
- Musique : Stepfan Melbinger

### Distribution

#### Enquêteurs principaux
- Klaus Wennemann : Hannes Faber (épisodes 1-91)
- Jörg Schüttauf (VF : Thierry Wermuth) : Thomas Becker (épisodes 92-149)
- Michael Lesch (de) (VF : Lionel Henry (acteur)) : Martin Riemann (épisodes 151-175)
- Martin Lindow (de) : Thomas Wells (épisodes 175-201)

#### Acteurs secondaires
- Dietrich Mattausch (de) (VF : Mario Santini) : Rick Norbert (1984-2005)
- Hans-Jürgen Schatz (de) : Max Kuhn (1984-1993)
- Dieter Pfaff (de) : Otto Schatzschneider (1984-1996)
- Barbara Freier : Susanne (la petite amie de Faber) (1984-1993)
- Jophi Ries : Gregory Solomon (1993-1995)
- George Lenz (de) (VF : Laurent Mantel) : Dennert Frank (1993-1996)
- Andreas Mannkopff : Behrmann Franz (1993-1996)
- Susann Uplegger (de) : Cornelia Seitz (1993-1996)
- Thomas Balou Martin (de) : Karlheinz Mischewski (1997-2000)
- Sascha Posch (de) (VF : Fabrice Josso) : Broecker Constantin (1997-2005)
- Astrid M. Fünderich (de) (VF : Gaëlle Savary) : Dr Katharina Winkler (1997-2005)
- Andreas Windhuis (de) (VF : Patrick Laplace) : Kroppeck Guido (2000-2005)
- Marita Breuer

## Production
La série a connu beaucoup de soucis après le départ de l’acteur Klaus Wennemann qui lui a fait connaître un grand succès (épisodes 1 à 91). Plusieurs acteurs se sont succédé dans les rôles principaux à partir de l’épisode 92. L’acteur Dietrich Mattausch (en) qui joue le personnage de Norbert Rick (1984-2005) a participé à toute la série.
La dernière saison (13 derniers épisodes) qui a été tournée en 2001 est restée quelques années dans les archives avant d’être diffusée à partir de mai 2005. Un épisode « long » a été rajouté à la fin de la série.
La série était censée se passer dans une ville fictive ouest-allemande. Les plaques d'immatriculation portaient notamment la lettre G, non définie en RFA.
Après la réunification allemande, certains aménagements au niveau du décor, de certaines enseignes, de l’accent de certains personnages, de la couleur des tramways et des bus ont dû être modifiés (la lettre G fut notamment attribuée à la ville de Gera, les immatriculations des voitures de la série furent donc modifiées en conséquence). Beaucoup de scènes de la série ont été tournées à Munich, puis dans la région de Cologne à partir de 1998.